# Cộng hòa Tập quyền México
Cộng hòa Tập quyền México (tiếng Tây Ban Nha: República Centralista de México), tên chính thức Cộng hòa México (tiếng Tây Ban Nha: República Mexicana) là một chế độ chính trị đơn nhất thành lập ở México vào ngày 23 Tháng 10 năm 1835, sau khi bãi bỏ Hiến pháp 1824 thành lập chính quyền liên bang. Giống như moderado Tây Ban Nha, những người bảo thủ México đã được lấy cảm hứng từ lý tưởng của một nhà nước cộng hòa hành chính, tập quyền trung qua thể chế Cộng hòa Tập quyền 1835-1846. Chế độ đơn nhất được chính thức thành lập vào ngày 30 tháng 12 năm 1836, với sự ban hành bảy luật hiến pháp. Chính thể Cộng hòa Tập quyền kéo dài gần 11 năm. Ngày 22 tháng 8 năm 1846, quyền Tổng thống José Mariano Salas, ban hành sắc lệnh đã khôi phục Hiến pháp năm 1824, đánh dấu sự trở lại của thể chế liên bang.
Nỗ lực duy trì chế độ cộng hòa tập quyền đã tạo ra một giai đoạn hỗn loạn tạo ra sự bất ổn chính trị nghiêm trọng, những cuộc nổi dậy vũ trang và những cuộc nổi dậy như cuộc nổi dậy ở Zacatecas, cuộc cách mạng Texas, sự phân chia Tabasco, sự độc lập của Coahuila, Nuevo León và Tamaulipas đã hình thành Cộng hòa Rio Grande và cuối cùng là sự độc lập của Yucatán.
Cộng hòa Tập quyền México trải qua 11 đời tổng thống. Không ai được hoàn thành nhiệm kỳ của họ trước khi giải thể của chính thể tập quyền.
Trong thời gian này có hai cuộc xung đột quốc tế; chiến tranh Pastry, gây ra bởi tuyên bố kinh tế dân Pháp so với Trung ương; và Chiến tranh México-Mỹ, hậu quả của việc sáp nhập Texas của Hoa Kỳ.

## Thiết lập chế độ tập quyền
Do sự hỗn loạn chính trị gây ra do vỡ trật tự hiến pháp mà Vicente Guerrero đã bắt đầu vào năm 1828, cuộc tranh luận liên tục giữa các chính khách theo chủ nghĩa liên bang và chủ nghĩa tập quyền, nhiều cuộc nổi loạn gây ra bởi cải cách tự do, Santa Anna bắt đầu hành động giải thể Liên bang và hủy bỏ các cải cách được thực hiện dưới sự ủy thác của Valentín Gómez Farías.
Năm 1835, đảng bảo thủ đã thành lập một Quốc hội lập hiến và vào ngày 23 tháng 10 năm đó, đã ban hành Hiến pháp cơ bản. Ngày 30 tháng 12 năm 1836, bảy luật hiến pháp đã được ban hành, thiết lập hệ thống trung ương tập quyền hành chính trong nước.

## Bảy luật
1. 15 điều của luật đầu tiên được trao quyền công dân cho những người có thể đọc và có thu nhập hàng năm là 100 peso, ngoại trừ công nhân trong nước, những người không có quyền bỏ phiếu.
2. Luật thứ hai cho phép Tổng thống đóng cửa Quốc hội và ngăn chặn Tòa án Tối cao Tư pháp Quốc gia. Các sĩ quan quân đội không được phép đảm nhận chức vụ này.
3. 58 điều của luật thứ ba thành lập một Đại hội đại biểu lưỡng viện và Thượng nghị sĩ, được bầu bởi các cơ quan chính phủ. Đại biểu có nhiệm kỳ bốn năm; Các thượng nghị sĩ được bầu trong sáu năm.
4. 34 điều của luật thứ tư quy định rằng Tòa án Tối cao, Thượng viện México và Hội nghị Bộ trưởng đề cử ba ứng viên, và hạ viện lập pháp sẽ chọn từ chín ứng cử viên đó là Chủ tịch và Phó Chủ tịch,
5. Luật thứ năm có một Tòa án Tối cao gồm 11 thành viên được bầu theo cách tương tự như Chủ tịch và Phó Chủ tịch.
6. 31 điều của Luật thứ sáu đã thay thế "các tiểu bang" của các nước cộng hòa liên bang với các "bộ phận" tập trung, được chế tạo theo mô hình của Pháp, mà các thống đốc và các nhà lập pháp được chỉ định bởi Tổng thống.
7. Luật thứ bảy cấm hoàn nguyên luật cải cách trong sáu năm.

Bảy luật đã được ban hành bởi Tổng thống lâm thời México, José Justo Corro và Quốc hội.

## Phản đối chính trị và vũ trang đối với Cộng hòa Tập quyền
Khởi nghĩa Zacatecas là cuộc nổi loạn đầu tiên gây ra bởi những nỗ lực tập trung vào các vấn đề của Hoa Kỳ. Cuộc nổi dậy bắt đầu như là một phản ứng với trật tự của Chính phủ tan rã cơ quan dân quân. Cuộc nổi loạn được lãnh đạo bởi Thống đốc Francisco García Salinas, người lãnh đạo một đội quân khoảng bốn nghìn người chống lại Chính phủ liên bang thậm chí. Antonio López de Santa Anna, tổng thống vào thời điểm đó, cá nhân đã chiến đấu chống lại cuộc nổi loạn, rời khỏi vị trí tổng thống Miguel Barragán. Thống đốc García Salinas, đã bị đánh bại trong trận Zacatecas. Như sự trừng phạt đối với sự nổi loạn của Zacatecas, đảng Aguascalientes đã được tách ra và tuyên bố vào ngày 23 tháng 5 năm 1835 lãnh thổ Liên bang.

## Texas độc lập

Cộng hòa Trung Cộng với các phong trào ly khai được tạo ra bởi sự tan rã của Cộng hòa Liên bang.
Lãnh thổ tuyên bố độc lập
Lãnh thổ được tuyên bố bởi Cộng hòa Texas
Lãnh thổ được tuyên bố bởi Cộng hòa Rio Grande
Các cuộc nổi loạn

Cuộc Cách mạng Texas bắt đầu trong trận Gonzales ngày 2 tháng 10 năm 1835. Sự bất mãn của những người định cư Mỹ bắt đầu gần như ngay sau khi họ định cư tại bang Coahuila và Texas. Cuộc nổi dậy năm 1827 của Fredonia (ở phía đông Texas) đã dẫn đến việc chính phủ ban hành Luật ngày 6 tháng 4 năm 1830 làm gia tăng sự bất mãn của những người thực dân do những nỗ lực không cho phép nhập cư vào Texas, trong số những thứ khác. Năm 1831, chính quyền México đã cho Gonzalez những người định cư một khẩu pháo nhỏ để tự bảo vệ mình khỏi các cuộc tấn công thường xuyên của người Comanche. Do lệnh của chính phủ tan rã cơ quan dân quân, Đại tá Domingo Ugartechea, tư lệnh quân đội México ở Texas, yêu cầu họ trả lại thùng. Vào ngày 1 tháng 10, những người định cư đã bỏ phiếu để bắt đầu một cuộc chiến và từ chối trả lại thùng. Cuộc chiến kết thúc vào ngày hôm sau với sự rút lui của một nhóm nhỏ lính México. Sau chiến thắng của Gonzalez, Texas và sau cuộc vây hãm Béxar, đã có hàng loạt chiến thắng của México, hầu hết đều được chỉ huy bởi tướng José de Urrea. Urrea giành được phiến quân tháng Ba. Ngày 23 tháng 2 năm 1836, quân đội hoạt động ở Texas, do tổng thống Antonio López de Santa Anna đứng đầu, bắt đầu cuộc bao vây Alamo. Hầu hết các binh sĩ đã được tuyển dụng theo ý muốn của họ. Alamo rơi vào ngày 6 tháng 3 cùng năm, chỉ tồn tại hai người. Ngày 21 tháng 4, diễn ra trận San Jacinto, còn được gọi là La siesta de San Jacinto, nơi quân đội México bị tấn công khi đang ngủ và hoàn toàn bị đánh bại. Santa Anna đã bị bắt ngày sau trận chiến và ký Hiệp ước Velasco, công nhận sự độc lập của Texas vào ngày 14 tháng 5. Chính phủ México do José Justo Corro đứng đầu đã không công nhận hiệp ước, cho rằng Santa Anna không có quyền cấp độc lập cho lãnh thổ, tuy nhiên, Texas vẫn độc lập trên thực tế cho đến năm 1845, khi nó được sáp nhập vào Hoa Kỳ.

## Sự nổi loạn của các quốc gia Coahuila, Nuevo León và Tamaulipas
Cộng hòa Rio Grande là một nước cộng hòa đề xuất bao gồm các tiểu bang của México: Coahuila, Nuevo León, Tamaulipas và các bộ phận của nhà nước hiện tại Mỹ của Texas. Vào ngày 17 tháng 1 năm 1840, một nhóm các nhà vô địch của ba tiểu bang đã gặp Laredo. Họ lên kế hoạch ly khai khỏi México và sự hình thành của nước cộng hòa liên bang của họ bao gồm ba tiểu bang, với Laredo là thủ đô. Tuy nhiên, các cơ quan lập pháp của các tiểu bang (sau đó các phòng ban) đã không thực hiện bất kỳ hành động hiến pháp nào để hỗ trợ việc tạo ra nước cộng hòa và yêu cầu chính quyền trung ương giúp dập tắt cuộc nổi dậy.
Những người nổi dậy yêu cầu sự giúp đỡ của tổng thống Cộng hòa Texas, Mirabeau B. Lamar, người đã không ủng hộ họ vì Texas đang tìm kiếm sự công nhận độc lập của riêng mình từ México.
Cuối cùng, sau một loạt thất bại, vào ngày 6 tháng 11 Antonio Canales, Tư lệnh trưởng quân đội nổi loạn, đã gặp Mariano Arista, người đã đề nghị ông là vị tướng của quân đội México thay vì từ bỏ ý tưởng ly khai của mình. Canales chấp nhận đề nghị, và giá thầu cho độc lập đã bị bỏ rơi.

## Khởi nghĩa Tabasco
Khởi nghĩa Tabasco bắt đầu vào năm 1839. Nó được lãnh đạo bởi các phiến quân liên bang chống lại chính phủ trung ương được thực hiện ở México. Các phiến quân đã lấy một số thành phố lớn và cũng yêu cầu viện trợ cho Chính phủ Texas, người ủng hộ họ với hai chiếc thuyền.
Cuộc nội chiến này lên đến đỉnh điểm vào tháng 1 năm 1841, với chiến thắng của các nhà liên bang và sự sụp đổ của thống đốc tập quyền José Ignacio Gutiérrez.
Sau đó, tổng thống Anastasio Bustamante, trả thù Nghị định đóng cảng San Juan Bautista, ảnh hưởng đến đời sống kinh tế của lãnh thổ. Điều này gây ra sự bất mãn trong chính quyền liên bang Tabasco, theo đó ngày 13 tháng 2 năm 1841, Tabasco quyết định tách khỏi México.
Vài tháng sau, Antonio López de Santa Anna, đưa ra Nghị định Bustamante và tôi đảm bảo với các nhà chức trách Tabasco rằng chủ nghĩa liên bang sẽ được phục hồi, cuối cùng là đỉnh điểm trong việc phục hồi Tabasco vào ngày 2 tháng 12 năm 1842.
Tabasco đã quyết định chia cắt của họ vào tháng 11 năm 1846 để phản đối việc thiếu sự hỗ trợ của chính phủ đối với sự chiếm đóng của Mỹ đối với nhà nước tập quyền.

## Yucatán độc lập
Yucatán gia nhập Liên bang năm 1823 dưới một tình trạng đặc biệt, Cộng hòa Liên bang, theo quy định của Hiến pháp Yucatán năm 1825.
Khi thay đổi hệ thống liên bang của nhà trung tâm, Yucatán coi việc phá vỡ Hiệp ước ràng buộc của họ với México. Sau nhiều yêu cầu của chính quyền trung ương để khôi phục Hiến pháp năm 1824, ngày 29 tháng 5 năm 1839 Cuộc cách mạng nổ ra ở Yucatán. Sau một loạt các chiến thắng ở Yucatán, chính quyền trung ương tuyên chiến với Yucatán. Vào ngày 4 tháng 3 năm 1840, Quốc hội Yucatán tuyên bố rằng trong khi quốc gia México không bị chi phối theo luật liên bang, Nhà nước Yucatán sẽ vẫn tách khỏi nó, tiếp tục cơ quan lập pháp của mình các quyền hạn.
Ngày 31 tháng 3 năm 1841, Hiến pháp Yucatán được ban hành. Hiến pháp mới này đã thiết lập những đổi mới như tự do tôn thờ, tự do báo chí và các cơ sở hiến pháp và hợp pháp của văn bản Amparo.
Vào ngày 1 tháng 10 năm 1841, Hạ viện Yucatán đã ban hành Đạo luật độc lập Bán đảo Yucatan.
Ông già Noel đã gửi tới Andrés Quintana Roo để đối thoại với các nhà chức trách Yucatán để thương lượng việc họ trở về México. Trong cuộc họp đã được ký kết các điều ước, hoàn toàn có lợi cho Yucatán, bị từ chối bởi Santa Anna. Santa Anna đã gửi một cuộc xâm lược vũ trang đến Yucatán để chinh phục anh ta, nhưng họ đã bị đánh bại. Không thể gửi đến bán đảo, Santa Anna đã áp đặt một cuộc phong tỏa thương mại. Khóa làm cho các cơ quan chức năng của Yucatán (được ủy thác bởi chiến thắng quân sự của ông) để đàm phán với Santa Anna. Vào ngày 5 tháng 12 năm 1843 đã ký một số điều ước quốc tế mà Yucatán đã khôi phục lại quan hệ với México, nhưng bị chi phối bởi luật lệ và các nhà cầm quyền của chính nó. Năm 1845, tổng thống José Joaquín de Herrera bỏ qua các hiệp ước và một lần nữa gây ra sự tan vỡ giữa Yucatán và México. Sau đó liên bang đã được khôi phục vào năm 1846, Yucatán quyết định tham gia México, nhưng phần folksy đã phản đối việc phục hồi lập luận rằng México xung đột với Hoa Kỳ.
Khắc đá nói với một vài tập của cuộc chiến tranh Caste giữa 1854 và 1855. Mặc dù chính thức nó đã biến mất chế độ trung ương vẫn đề cập đến Departamento Yucatán.
Vào ngày 30 tháng 7 năm 1847, nó phát nổ ở Yucatán cuộc nổi dậy bản địa được gọi là cuộc chiến tranh của các nhân vật đúc. Cuộc chiến tranh bản địa buộc Yucatán phải tìm sự giúp đỡ từ México, đã thương thảo việc họ trở về Cộng hòa, diễn ra vào ngày 17 tháng 8 năm 1848.
Các lá cờ của Yucatán được sử dụng rộng rãi như Ensign dân trong Nhà nước và có những đề xuất để áp dụng nó như là lá cờ chính thức.

## 1840–1846

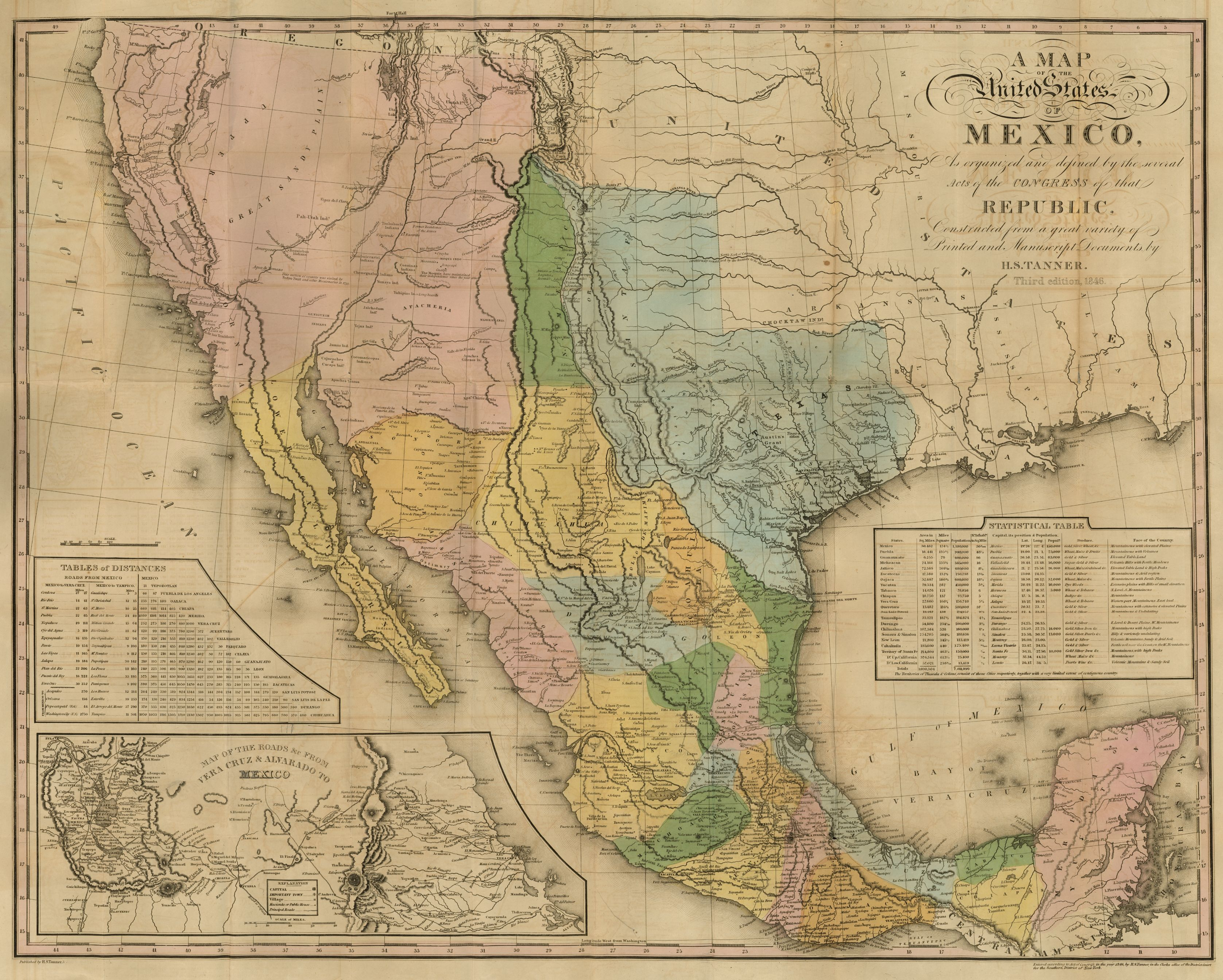
Henry Schenck Tanner, A Map of the United States of Mexico, 1846

Do có nhiều xung đột phát triển trong nước, sự không hài lòng với chính quyền và truyền bá sự chắc chắn rằng chủ nghĩa trung tâm cũng đã làm việc. Hầu như tin tốt duy nhất của chế độ mới là sự công nhận sự độc lập của México bởi Tây Ban Nha vào ngày 28 tháng 12 năm 1836.
Vào ngày 19 tháng 7 năm 1840, Valentín Gómez Farías tuyên bố kế hoạch liên bang, bị đàn áp. Kết quả là, đã được đề xuất để khắc phục tình trạng: chủ nghĩa quân chủ với một nhà vua châu Âu hoặc chế độ độc tài quân sự. Quân đội bác bỏ đề nghị của chế độ quân chủ và thông đồng với các thương gia nước ngoài, thúc đẩy ba tuyên bố thành lập chế độ độc tài.
Vào ngày 10 tháng 10 năm 1841, Antonio López de Santa Anna đảm nhiệm chức vụ điều hành, với quyền hạn phi thường để cai trị và lập pháp, trong khi tập hợp một Quốc hội sẽ soạn thảo Hiến pháp mới.

## Các cơ sở hữu cơ
Sau khi được bầu, Đại hội thành phần được thảo luận trong năm 1842 một dự án hiến pháp là liên bang; bởi vì điều này đã được giải tán vào tháng 12 cùng năm và được thay thế bởi chế độ độc tài mà họ đã chuẩn bị các căn cứ hữu cơ, tuyên thệ nhậm chức ngày 14 tháng 6 năm 1843.
Mặc dù các căn cứ hữu cơ giữ lại chủ nghĩa trung tâm, đã được trao nhiều đại diện và ảnh hưởng đến các hội đồng bộ. Loại bỏ quyền lực bảo thủ tối cao và tăng quyền hạn của các điều hành. Nó đã được chọn làm tổng thống Santa Anna, nhưng với một Quốc hội quyết tâm thực thi pháp luật. Khi Santa Anna cố gắng giải tán nó, cơ quan lập pháp miễn dịch và, đã đi lưu vong. Ông được thay thế theo Hiến pháp ngày 12 tháng 9 năm 1844 bởi José Joaquín de Herrera.
Herrera, nhận thức được rằng Texas đã thua, tôi cố gắng thương lượng việc công nhận Chính phủ của ông ta cho Cộng hòa Texas, như một phương tiện để ngăn chặn sự sáp nhập của nó với Hoa Kỳ. Những người phản đối cáo buộc Herrera đã cố gắng bán Texas và Alta California. Vào ngày 29 tháng 12 năm 1845, Hoa Kỳ sáp nhập Texas vào lãnh thổ của nó, trong khi Mariano Paredes và Arrillaga được gửi đến bảo vệ biên giới phía bắc bị đe dọa, tiếp cận thành phố México và bằng một cuộc đảo chính destituyo De Herrera và chiếm đóng bưu điện.

## Xung đột quốc tế trong Cộng hòa Tập quyền

### Can thiệp đầu tiên của Pháp
Chiến tranh Pastry là một cuộc chiến tranh giữa México và Pháp diễn ra từ năm 1838 đến năm 1839. Đầu năm 1838, Bộ trưởng Pháp đã đưa ra một tối hậu thư cho Chính phủ México từ Veracruz: México trả tiền cho các công dân của họ hoặc các cảng của họ sẽ bị chặn bởi Hạm đội Pháp. Chính phủ Bustamante từ chối đàm phán với Pháp trong khi các tàu của họ tiếp tục ở bờ biển México. Quan hệ ngoại giao đã bị phá vỡ vào ngày 16 tháng 4 năm 1838, và bắt đầu phong tỏa Pháp tại các cảng México. Pháp đã gửi Charles Baudin để thương lượng một lối ra ngoại giao với México. Baudin thể hiện một số yêu cầu đã bị Chính phủ México từ chối. Phản ứng Pháp ném bom Veracruz và Pháo đài San Juan de Ulúa, nơi Santa Anna bị mất chân. Cuối cùng, với sự can thiệp ngoại giao của Anh được sự tham dự của Eduardo Gorostiza và Guadalupe Victoria với Baudin, đã ký Hiệp ước hòa bình vào ngày 9 tháng 3 năm 1839, México trả tiền cho các đối tượng Pháp nhưng không phải chi phí của hạm đội Pháp.

### Hoa Kỳ can thiệp
Sự kết hợp của lãnh thổ tranh chấp của Texas vào Hoa Kỳ vào năm 1845 và sự khiêu khích liên tục của chính quyền James Knox Polk đã kích hoạt các sự kiện dẫn đến chiến tranh. Trong năm đó, căng thẳng đã tăng lên đáng kể giữa México và Hoa Kỳ. Trong khi quân đội Mỹ định cư bên trong lãnh thổ phía bắc México và bắt đầu đe dọa chiến tranh, chính phủ Hoa Kỳ đề nghị trả nợ México cho những người định cư Mỹ nếu México cũng cho phép Hoa Kỳ mua các tỉnh Alta California và Nuevo México. México bác bỏ đề xuất và phá vỡ quan hệ ngoại giao giữa hai nước láng giềng. Các trận chiến đầu tiên đã được chiến đấu vào ngày 25 tháng 4 năm 1846, ở phía bắc của Rio Grande, ở nơi có tên Rancho de Carricitos. Trận chiến đã khiến Quốc hội Hoa Kỳ tuyên chiến với México vào ngày 13 tháng 5 năm 1846; México đã tuyên bố chiến tranh vào ngày 23 tháng 5 cùng năm.

## Khôi phục Hiến pháp năm 1824
Cuối cùng vào ngày 22 tháng 8 đã ban hành nghị định đã khôi phục Hiến pháp năm 1824, kết thúc hệ thống trung tâm nhường chỗ cho Cộng hòa Liên bang.

## Thủ lĩnh của nước Cộng hoà Tập quyền
Trong 11 năm kéo dài Cộng hòa trung ương đã có mười chín thay đổi trong điều hành bởi 9 tổng thống.
Miguel Barragán chiếm chức tổng thống vào ngày 28 tháng 1 năm 1835 và là Tổng thống cai trị trong quá trình chuyển đổi từ Cộng hòa Liên bang sang Cộng hòa Tập quyền. Barragán đã giao trách nhiệm cho José Justo Corro. Corro được ủy nhiệm để tuyên bố bảy luật và trong thời gian Chính phủ México của ông đã nhận được sự công nhận độc lập của mình bởi Tây Ban Nha; Tôi kêu gọi bầu cử và ông đã giao bài viết cho Anastasio Bustamante, người được bầu để cai trị trong thời gian 8 năm, vào ngày 19 tháng 4 năm 1837. Bustamante đã chiến đấu chống lại các cuộc nổi loạn liên bang và tổng thống nói Antonio López de Santa Anna vào ngày 23 tháng 3 năm 1839. Santa Anna cung cấp chức tổng thống lâm thời cho Nicolás Bravo vào ngày 10 tháng 7 cùng năm. Bravo đã trả lại Tổng thống Bustamante vào ngày 19 tháng 7.
Vào ngày 22 tháng 9 năm 1841, Bustamante rời Tổng thống một lần nữa để chống lại cái gọi là tái sinh nổi loạn; Quốc hội được bổ nhiệm làm Quyền Tổng thống Francisco Javier Echeverría, người cai trị trong 18 ngày. 10 tháng 10 Echeverría để lại lời buộc tội đã bị chiếm đóng lần nữa bởi Santa Anna. Santa Anna đã rời Tổng thống một lần nữa vào ngày 26 tháng 10 năm 1842, và vị trí này được Nicolás Bravo lấp đầy. Bravo trao quyền lực cho Santa Anna vào ngày 4 tháng 3 năm 1843. Vào ngày 4 tháng 10, Santa Anna được chỉ định làm Chủ tịch Hiến pháp theo các Cơ sở Hiến pháp rời quyền lực và Valentín Canalizo được bổ nhiệm làm tạm thời. Canalizo trao quyền lực trở lại Santa Anna vào ngày 4 tháng 6 năm 1844. Santa Anna để lại quyền lực cho lần thứ mười lăm vào ngày 12 tháng 9 cùng năm để lại như Canalizo tạm thời, nhưng như Canalizo đã không ở thủ đô, José Joaquín de Herrera là bổ nhiệm thay thế người thay thế. Herrera giao quyền lực cho Canalizo khi nó đến thủ đô vào ngày 21 tháng 9 cùng năm.
Khi ông già Noel cố gắng giải tán Quốc hội yêu cầu ông phải tuân thủ luật pháp, Quốc hội đã hủy bỏ Quốc hội tổng thống. Canalizo và Santa Anna bị bắt và trục xuất khỏi đất nước. Theo các căn cứ hữu cơ được bổ nhiệm làm Quyền Tổng thống José Joaquín de Herrera vào ngày 6 tháng 12 năm 1844.
Herrera bị lật đổ bởi một cuộc đảo chính đầu bởi Mariano Paredes và Arrillaga. Arrillaga rời khỏi để chống lại quân đội Mỹ và rời khỏi Tổng thống Nicolás Bravo ngày 28 tháng 7 năm 1846. Bravo bị một nhóm các nhà lãnh đạo liên bang điều hành bởi José Mariano Salas, người đảm nhận chức tổng thống vào ngày 6 tháng 8 vào ngày 4 tháng 8. Salas là Cộng hòa Liên bang đầu tiên, và Tổng thống cuối cùng của nước Cộng hòa Trung ương kể từ ngày 22 tháng 8 năm 1846, ông phục hồi Hiến pháp năm 1824. Tiếp tục ở vị trí cho đến ngày 23 tháng 12 cùng năm, khi sau cuộc bầu cử, Phó Tổng thống đã bầu ông Valentín Gómez Farías.

## Phân cấp hành chính
Trong số bảy luật hiến pháp, thứ sáu là nói về cấu hình lãnh thổ trong mục 1 của họ. và thứ hai ngay sau khi bạn xúc tiến quãng tám cơ sở hữu cơ, thực tế là một cơ thể khác với bảy luật. Bài báo đầu tiên được cung cấp rằng lãnh thổ quốc gia sẽ được soạn thảo theo cách sau:
Vào ngày 11 tháng 9 năm 1842, vùng Soconusco gia nhập bang Chiapas.